# تیم متحد آلمان
تیم متحد آلمان (به آلمانی: Gesamtdeutsche Mannschaft) تیمی متشکل از ورزشکاران کشورهای آلمان غربی و آلمان شرقی است که در بازی‌های المپیک ۱۹۵۶، ۱۹۶۰ و ۱۹۶۴ به صورت متحد و در غالب یک تیم شرکت کرده بوده‌اند.

## جدول مدال‌ها

### مدال‌ها در المپیک تابستانی
| نام   | ورزشکاران | طلا | نقره | برنز | مجموع | رتبه |
| ۱۹۵۶  | ۱۵۸       | ۶   | ۱۳   | ۷    | ۲۶    | ۷    |
| ۱۹۶۰  | ۲۹۳       | ۱۲  | ۱۹   | ۱۱   | ۴۲    | ۴    |
| ۱۹۶۴  | ۳۳۷       | ۱۰  | ۲۲   | ۱۸   | ۵۰    | ۴    |
| مجموع | مجموع     | ۲۸  | ۵۴   | ۳۶   | ۱۱۸   |      |

### مدال‌ها در المپیک زمستانی
| بازی‌ها | ورزشکاران | طلا | نقره | برنز | مجموع | رتبه |
| ۱۹۵۶   | ۶۳        | ۱   | ۰    | ۱    | ۲     | ۹    |
| ۱۹۶۰   | ۷۴        | ۴   | ۳    | ۱    | ۸     | ۲    |
| ۱۹۶۴   | ۹۶        | ۳   | ۳    | ۳    | ۹     | ۶    |
| مجموع  | مجموع     | ۸   | ۶    | ۵    | ۱۹    |      |

### مدال‌ها بر پایه ورزش المپیک تابستانی
| ورزش             | طلا | نقره | برنز |     |
| سوارکاری         | ۵   | ۵    | ۴    | ۱۴  |
| دو و میدانی      | ۴   | ۱۸   | ۸    | ۳۰  |
| قایقرانی         | ۴   | ۵    | ۲    | ۱۱  |
| روئینگ           | ۴   | ۴    | ۱    | ۹   |
| شیرجه            | ۳   | ۱    | ۰    | ۴   |
| شنا              | ۱   | ۵    | ۶    | ۱۲  |
| کشتی             | ۱   | ۵    | ۳    | ۹   |
| دوچرخه‌سواری      | ۱   | ۴    | ۲    | ۷   |
| بوکس             | ۱   | ۳    | ۲    | ۶   |
| شمشیربازی        | ۱   | ۱    | ۲    | ۴   |
| ژیمناستیک        | ۱   | ۱    | ۱    | ۳   |
| قایقرانی بادبانی | ۱   | ۱    | ۱    | ۳   |
| تیراندازی        | ۱   | ۰    | ۱    | ۲   |
| جودو             | ۰   | ۱    | ۱    | ۲   |
| هاکی روی چمن     | ۰   | ۰    | ۱    | ۱   |
| فوتبال           | ۰   | ۰    | ۱    | ۱   |
| مجموع            | ۲۸  | ۵۴   | ۳۶   | ۱۱۸ |

### مدال‌ها بر پایه ورزش المپیک زمستانی
| ورزش          | طلا | نقره | برنز |    |
| لژسواری       | ۲   | ۲    | ۱    | ۵  |
| اسکی آلپاین   | ۲   | ۱    | ۲    | ۵  |
| اسکیت نمایشی  | ۱   | ۲    | ۰    | ۳  |
| اسکیت سرعت    | ۱   | ۱    | ۰    | ۲  |
| نوردیک ترکیبی | ۱   | ۰    | ۱    | ۲  |
| اسکی پرش      | ۱   | ۰    | ۱    | ۲  |
| مجموع         | ۸   | ۶    | ۵    | ۱۹ |